# Bruno Pfützner
Bruno Pfützner (* 1883 in Karlsbad; † 1961) war ein tschechoslowakischer Fußballschiedsrichter.

## Leben und Werk
Nach dem Schulbesuch und einer juristischen Ausbildung wurde Bruno Pfützner Mitglied der Deutschen Richtervereinigung in der Tschechoslowakischen Republik. 
In den Jahren 1924 bis 1938 nahm er als Schiedsrichter in der tschechoslowakischen Landesliga an insgesamt 38 Ligaspielen teil. Zwischen 1935 und 1937 war er Schiedsrichter von 17 Länderspielen, davon von neun Fußballspielen um den Europapokal. Am 29. August 1937 pfiff er das WM-Qualifikationsspiel zwischen Deutschland und Estland (4:1). Im selben Jahr war er am 21. November 1937 Schiedsrichter des WM-Qualifikationsspiels zwischen Deutschland und Schweden (5:0). Nach dem Einmarsch deutscher Truppen in die Tschechoslowakei 1938 setzte er seine Tätigkeit als Schiedsrichter im neugebildeten Reichsgau Sudetenland fort. So nahm er als Schiedsrichter am Reichsbundpokal 1938/39 teil.